# María Elías
María Elías Solé (n. en París) es una actriz española.

## Biografía
Hija de artistas: Su padre fue el director de orquesta Fernando Elías de Quirós y su madre, Manuela Solé Fabregat, fue cantante de ópera. Su hermana es la actriz Carme Elías. 
Actriz de trayectoria principalmente teatral y de televisión, destaca entre sus interpretaciones sobre los escenarios la célebre comedia musical El diluvio que viene (1977-1980). Otros montajes en los que ha intervenido incluyen Jesucristo Superstar, producido y protagonizado por Camilo Sesto (1975), La venganza de la Petra (1979), Una noche de primavera sin sueño (1979), de Enrique Jardiel Poncela, Panorama desde el puente (1980), de Arthur Miller, junto a José Bódalo, El caballero de Olmedo (1984), de Lope de Vega, Bailar con la más fea (1987), de Ray Cooney, Tornala a tocar, Sam (1987), de Woody Allen o El vergonzoso en palacio (1990), de Tirso de Molina, con la Compañía Nacional de Teatro Clásico.
Fue un rostro habitual en Televisión española a finales de la década de 1970 y principios de los años 80. Compartió protagonismo junto a Luis Aguilé en la comedia El hotel de las mil y una estrellas (1978-1979). En 1981-1982 presentó, junto a Miguel Vila el concurso Gol...y al Mundial 82 y el programa del circuito catalán de TVE Cita amb (1982). Posteriormente ha participado en diversas series de ficción de la cadena catalana TV3 como Avui per demà (1991), Poblenou (1994) o El cor de la ciutat (2002-2003)
Su paso por el cine es mucho más limitado, pudiendo mencionarse su participación en las películas La menor (1976), de Pedro Masó y Cambio de sexo (1977), de Vicente Aranda.
Estuvo unida sentimentalmente al actor Juan Luis Galiardo desde 2000 hasta el fallecimiento de este el 22 de junio de 2012, contrayendo matrimonio el día antes, el 21 de junio.

## Filmografía
- La redada (Razzia), (1973)
- El último viaje, (1974)
- Las correrías del vizconde Arnau, (1974)
- Larga noche de julio, (1974)
- Metralleta 'Stein', (1975)
- La menor, (1976)
- Cambio de sexo, (1977)
- Un genio en apuros, (1983)
- L'espectre de Justine, (1986)
- Bar Girls, (1994)
- La caverna, (2000)
- La cena (Cortometraje, 2004)
- Passeig nocturn, (2007)

## Actuaciones en televisión
- Curro Jiménez
  - Aquí durmió Carlos III (20 de marzo de 1977)
- Escala internacional
  - Episodio del 7 de febrero de 1978
- Novela
  - Marta y María (1 de mayo de 1978)
- Teatro estudio
  - La hermosa gente (21 de septiembre de 1978)
- Estudio 1
  - La hermosa gente II (29 de septiembre de 1978)
  - Guillermo Hotel (4 de abril de 1979)
  - Gabriela y sus maridos (25 de mayo de 1980)
- El hotel de las mil y una estrellas
  - Episodio del 8 de diciembre de 1978
  - Episodio del 15 de diciembre de 1978
  - Episodio del 29 de diciembre de 1978
  - Episodio del 5 de enero de 1979
  - Episodio del 12 de enero de 1979
  - Episodio del 19 de enero de 1979
  - Episodio del 26 de enero de 1979
  - Episodio del 2 de febrero de 1979
  - Episodio del 9 de febrero de 1979
  - Episodio del 16 de febrero de 1979
- Antología de la zarzuela
  - Episodio 20 (2 de febrero de 1980)
- Teatro breve
  - El cuarto creciente (6 de marzo de 1980)
- Las pícaras
  - La tía fingida (8 de abril de 1983)
- Página de sucesos
  - Parejas rotas (27 de diciembre de 1985)
- Pepe Carvalho
  - La dama inacabada (28 de febrero de 1986)
- Amb la mosca al nas (Película de televisión, 1988)
- Crònica negra
  - La cara que hi faran (16 de diciembre de 1988)
- Eva y Adán, agencia matrimonial
  - ¿Estás depre, papá? (16 de diciembre de 1990)
- Avui per demà
  - El desè aniversari (10 de diciembre de 1991)
  - La respiració assistida (17 de diciembre de 1991)
  - El pare de l'Enriqueta (24 de diciembre de 1991)
  - Una mica d'esprai (7 de enero de 1992)
  - Els jocs de l'amor (14 de enero de 1992)
  - Una flor no fa estiu (21 de enero de 1992)
  - De color de rosa (28 de enero de 1992)
  - La declaració (4 de febrero de 1992)
  - Una falsa alarma (11 de febrero de 1992)
  - Quieto parao (18 de febrero de 1992)
  - Si tu m'ho dius (25 de febrero de 1992)
  - Situació límit (3 de marzo de 1992)
  - La fusió (17 de marzo de 1992)
- La venganza de la Petra (Película de televisión, 1992)
- Vostè mateix
  - Eclipsi anul·lar (28 de abril de 1993)
- Poble Nou [nota 1]
- Pedralbes Centre
  - Episodio 1 (20 de abril de 1995)
- Rosa [nota 2]
- Dones d'aigua
  - L'herència (1ª parte), (24 de septiembre de 1997)
- Estació d'enllaç
  - Els mars del sud (18 de febrero de 1997)
  - Cendres (4 de noviembre de 1997)
  - El martiri de l'àngel (18 de noviembre de 1998)
  - Sobre rodes (23 de diciembre de 1998)
- Antivicio
  - La sonrisa del niño (18 de abril de 2000)
- Crims
  - Minotaure (7 de mayo de 2000)
- El cor de la ciutat [nota 3]
- Los simuladores
  - Acosada (16 de abril de 2006)
- Porca misèria
  - Un bon consell (2 de diciembre de 2007)
- Martes de carnaval
  - Los cuernos de don Friolera (5 de enero de 2010)
  - Las galas del difunto (6 de enero de 2010)
  - La hija del capitán (7 de enero de 2010)